# Hadas
Hadas (arab. حدث) – wieś w Syrii, w muhafazie Aleppo. W 2004 roku liczyła 751 mieszkańców.